# Mylène Demongeot
Marie-Hélène Demongeot (Niza, 29 de septiembre de 1935-París, 1 de diciembre de 2022), conocida artísticamente como Mylène Demongeot, fue una actriz francesa con una carrera que abarcó seis décadas. Apareció en más de setenta películas desde 1953.

## Carrera

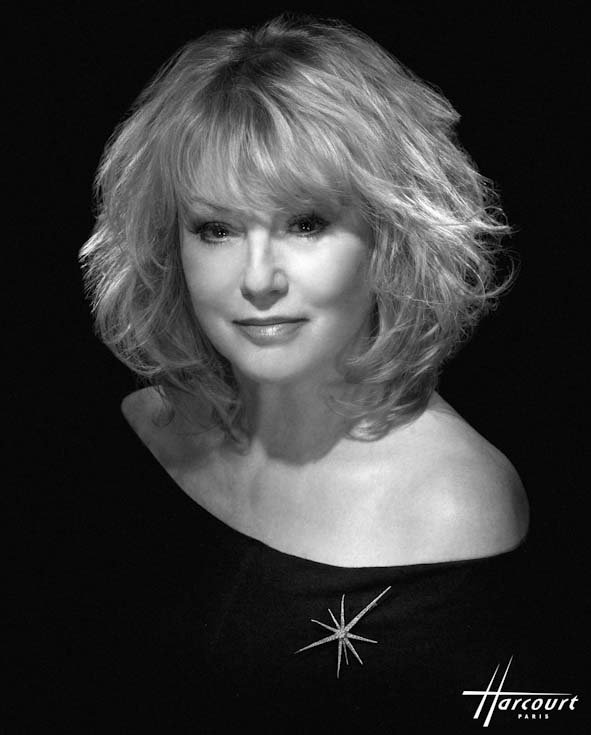
Retrato por Estudio Harcourt en 2008

Demongeot obtuvo fama y adulación por su papel de Abigail Williams en la producción franco-alemana The Crucible (1957), por lo que fue nominada a los Premios BAFTA como la actriz más prometedora del cine. Mylène  actuó en películas de aventuras como en Los tres mosqueteros (1961) interpretando a Milady de Winter y en comedias como Fantômas (1964) dirigida por André Hunebelle. 
En los EE. UU., coprotagonizó con David Niven la película de Otto Preminger Bonjour Tristesse (1958). También fue nominada a los Premios César en la categoría Mejor actriz secundaria por 36 Quai des Orfèvres (2004) y La Californie (2006).

## Vida personal

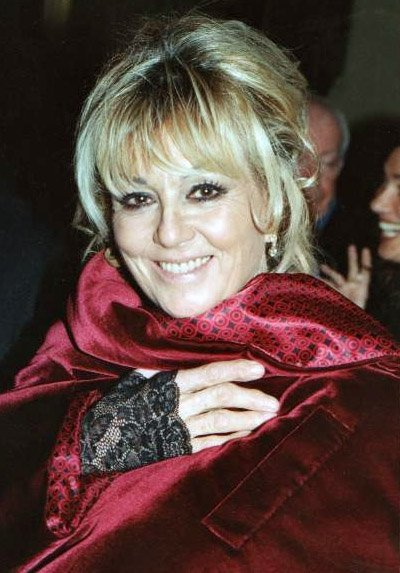
Mylène Demongeot en la ceremonia de Premios César en 2005.

Demongeot nació en Niza, Sur de Francia. Estuvo casada con el director Marc Simenon desde 1968 hasta la muerte de este, en 1999.

## Filmografía seleccionada

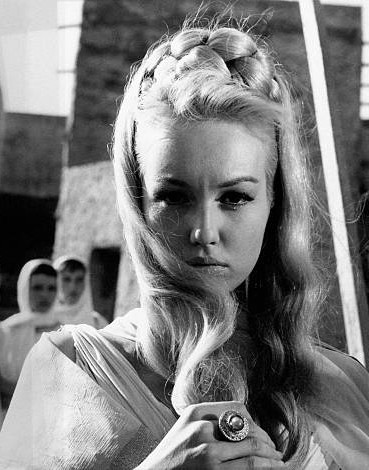
Demongeot en la película Romulus and the Sabines (1960).

| Año  | Título                               | Personaje                | Director                            | Observaciones |
| ---- | ------------------------------------ | ------------------------ | ----------------------------------- | ------------- |
| 1955 | Frou-Frou                            | Amante de Cousinet-Duval | Augusto Genina                      |               |
| 1955 | Futures vedettes                     | Estudiante               | Marc Allégret                       |               |
| 1956 | Papa, maman, ma femme et moi         | La joven en la puerta    | Jean-Paul Le Chanois                |               |
| 1956 | It's A Wonderful World               | Georgie                  | Val Guest                           |               |
| 1957 | The Crucible                         | Abigail                  | Raymond Rouleau                     |               |
| 1957 | Une manche et la belle               | Éva Dollan               | Henri Verneuil                      |               |
| 1958 | Bonjour tristesse                    | Elsa                     | Otto Preminger                      |               |
| 1958 | Be Beautiful But Shut Up             | Virginie Dumayet         | Marc Allégret                       |               |
| 1958 | Cette nuit-là                        | Sylvie Mallet            | Maurice Cazeneuve                   |               |
| 1959 | Le vent se lève                      | Catherine Mougin         | Yves Ciampi                         |               |
| 1959 | Women are Weak                       | Sabine                   | Michel Boisrond                     |               |
| 1959 | Upstairs and Downstairs              | Ingrid                   | Ralph Thomas                        |               |
| 1959 | Bad Girls Don't Cry                  | Laura                    | Mauro Bolognini                     |               |
| 1959 | The Giant of Marathon                | Andrómeda                | Jacques Tourneur                    |               |
| 1960 | Under Ten Flags                      | Zizi                     | Duilio Coletti                      |               |
| 1960 | Love in Rome                         | Anna Padoan              | Dino Risi                           |               |
| 1961 | The Singer Not the Song              | Locha                    | Roy Ward Baker                      |               |
| 1961 | The Three Musketeers                 | Milady de Winter         | Bernard Borderie                    |               |
| 1961 | Il ratto delle Sabine                | Rea                      | Richard Pottier                     |               |
| 1962 | I Don Giovanni della Costa Azzurra   | No acreditada            | Vittorio Sala                       |               |
| 1962 | Copacabana Palace                    | Zina                     | Steno                               |               |
| 1963 | Gold for the Caesars                 | Penélope                 | André de Toth                       |               |
| 1963 | À cause, à cause d'une femme         | Lisette                  | Michel Deville                      |               |
| 1963 | Doctor in Distress                   | Sonia / Helga            | Ralph Thomas                        |               |
| 1963 | L'Appartement des filles             | Mélanie                  | Michel Deville                      |               |
| 1964 | Fantômas                             | Hélène                   | André Hunebelle                     |               |
| 1965 | La cabaña del tío Tom                | Harriet Beecher Stowe    | Géza von Radványi                   |               |
| 1965 | Furia à Bahia pour OSS 117           | Anna-Maria Sulza         | André Hunebelle                     |               |
| 1965 | Fantômas se déchaîne                 | Hélène                   | André Hunebelle                     |               |
| 1966 | Tendre voyou                         | Muriel                   | Jean Becker                         |               |
| 1967 | Fantômas contre Scotland Yard        | Hélène                   | André Hunebelle                     |               |
| 1968 | The Private Navy of Sgt. O'Farrell   | Gaby                     | Frank Tashlin                       |               |
| 1969 | The Thirteen Chairs                  | Judy                     | Nicolas Gessner y Luciano Lucignani |               |
| 1984 | Retenez moi... ou je fais un malheur | La mujer del banco       | Michel Gérard                       |               |
| 1986 | Tenue de soirée                      | (cameo)                  | Bertrand Blier                      |               |
| 1997 | L'Homme idéal                        | Guillemette              | Xavier Gélin                        |               |
| 2004 | 36 Quai des Orfèvres                 | Manou Berliner           | Olivier Marchal                     |               |
| 2006 | Camping                              | Laurette Pic             | Fabien Onteniente                   |               |
| 2006 | French California                    | Katia                    | Jacques Fieschi                     |               |
| 2010 | Camping 2                            | Laurette Pic             | Fabien Onteniente                   |               |
| 2013 | On My Way                            | Fanfan                   |                                     |               |
| 2013 | La Balade de Lucie                   | Madre                    | Telefilme                           |               |
| 2013 | Les Mauvaises Têtes                  | Virginie                 | Telefilme                           |               |
| 2014 | Des Roses en Hiver                   | Madeleine                | Telefilme                           |               |
| 2015 | No Limit                             | Christine Libérati       | Serie de TV                         |               |
| 2016 | Camping 3                            | Laurette Pic             | Fabien Onteniente                   |               |